# Shalu Chökyong Sangpo
| Tibetische Bezeichnung                             |
| -------------------------------------------------- |
| Tibetische Schrift: ཞ་ལུ་ཆོས་སྐྱོང་བཟང་པོ                |
| Wylie-Transliteration: zha lu chos skyong bzang po |
| Chinesische Bezeichnung                            |
| Vereinfacht: 夏鲁•曲郡桑波                         |
| Pinyin:Xialu Qujun Sangbo                          |

Shalu Chökyong Sangpo (tib.: zha lu chos skyong bzang po; geb. 1441 im Shalu-Gebiet von Shigatse; gest. 1527) bzw. Shalu Lochen (tib.: zha lu lo chen „Großer Übersetzer von Shalu“) oder Shalu Lotsawa (tib.: zhwa lu lo tsa ba ; „Übersetzer von Shalu“), ursprünglicher Name Chökyong Sangpo (tib. ཆོས་སྐྱོང་བཟང་པོ; tib.: chos skyong bzang po), war ein berühmter tibetischer Gelehrter und Sanskrit-Übersetzer aus dem Shalu-Kloster (zha lu dgon pa) der Shalu-Schule, einer nicht mehr als eigenständige Tradition bestehenden Unterschule der Sakya-Tradition des tibetischen Buddhismus. 
Er war einer der Hauptschüler des 4. Shamarpa Chökyi Dragpa Yeshe Pel Sangpo (1453–1526).
1514 schrieb er das Wörterbuch dag yig za ma tog, das er in seinen späteren Lebensjahren überarbeitete. Er ist auch Verfasser eines Werkes mit Kommentaren und Anmerkungen zur tibetischen Grammatik, des bod kyi brda'i bstan bcos legs par bshad pa rin po che'i za ma tog bkod pa.
Er wirkte an vielen Stätten: den Klöstern Densa Thil, (chin.) Aiwang Queke si 埃旺却科寺, (chin.) Dichen Yangbajian si 迪庆羊八见寺, (chin.) Dazhao si 大昭寺 sowie in den Gebieten von Nêdong und Drathang.

## Werke
In chinesischen Schreibungen (Pinyin/chin.) nach dem Zangzu da cidian, S. 863 (Werke/Übersetzungen); vgl. zmxh.com: Xialu Qujun Sangbo – Xialu pai zhuming yishi usw.
- Jia luo bo zhu shi 迦罗波注释
- Sheng ming lun wen guang 声明论文光
- San shi song shi shu 三十颂释疏
- Shi jing lun yao yi 诗镜论要义
- Zheng zi bao qie 正字宝箧 (dag yig za ma tog)
- Shi jia fo song 释迦佛颂
- Ji xiang shi lun xiu xing fa san shi shou 吉祥时轮修行法三十首

### Übersetzungen
- Chi jin gang song 持金刚颂
- Mu sheng song 木生颂
- Tu mu shi san yi gui 土木石三仪轨
- Wen shu pu sa xiu xin fa 文殊菩萨修心法
- Mi sheng 密乘

### Nachschlagewerke
- Zang-Han da cidian. Peking 1985 (S. 2369b: zha lu lo chen; S. 830a: chos skyong bzang po)
- Zangzu da cidian. Lanzhou 2003 (S. 863a: Xialu Quejun Sangbo 1441–1527)*